# Tokuitsu
Tokuitsu (徳一) (781?-842?) est un moine lettré de la secte Hossō-shū du bouddhisme au Japon. 
Il est surtout connu pour ses débats avec d'autres importants penseurs bouddhistes de l'époque, Kūkai et Saichō, et pour faire valoir un point de vue plus orthodoxe du bouddhisme mahāyāna fondé sur les écoles sanctionnées par l'État de Nara.

## Biographie
On sait peu de chose de la jeunesse de Tokuitsu mais les documents indiquent qu'il étudie tôt la doctrine Hossō au Kōfuku-ji d'abord et plus tard au Tōdai-ji. Son professeur semble être l'éminent érudit Shūen (769-834). Saichō écrit que Tokuitsu quitte la capitale à 20 ans et réside dans les provinces extérieures dans l'est du Japon, apparemment dans les temples Chūzen-ji à Tsukuba et Enichi-ji à Aizu. La majeure partie de ses écrits est consacrée à remettre en cause les doctrines Ekayana et Tiantai défendues par Saichō. Quand Saichō préconise le concept de bouddhéité universelle dans tous les êtres, Tokuitsu réplique avec le point de vue orthodoxe Hossō que la bouddhéité n'est pas inhérente à tous les êtres, mais peut être réveillée par le dharma. Avec le temps, le ton des échanges s'échauffe et des insultes sont échangées, Saichō critiquant Tokuitsu comme « celui qui ne mange que de la nourriture maigre et grossière (allusion aux préceptes monastiques prātimokṣa), tandis que Tokuitsu critique Zhiyi, le patriarche du bouddhisme tendai, comme étant un « grossier paysan ».
La correspondance de Tokuitsu avec Kūkai est en revanche plus cordiale mais bien que les lettres de Tokuitsu expriment un grand intérêt, elles montrent une confusion persistante et le doute sur les enseignements de Kūkai entourant le dharmakâya. Kūkai, tout en respectant l'autorité de Tokuitsu, maintient un ton plus humble et conciliant et cherche à affirmer la validité de ses enseignements uniquement ésotériques. Tokuitsu concède quelques points à l'argumentation de Kūkai, mais n'est cependant toujours pas convaincu.

## Source de la traduction
- (en) Cet article est partiellement ou en totalité issu de l’article de Wikipédia en anglais intitulé « Tokuitsu » (voir la liste des auteurs).